# London Borough of Waltham Forest
London Borough of Waltham Forest är en London borough (kommun) i nordöstra London med cirka 275 000 invånare (2022).
Kommunen har haft problem med hög kriminalitet, fattigdom och hög arbetslöshet. Mer än en femtedel av Waltham Forest består av parker och skog. 

## Distrikt
Distrikt som helt eller delvis ligger i Waltham Forest.
- Cann Hall
- Highams Park
- Chingford
- Leytonstone
- Leyton
- Walthamstow
- Walthamstow Village
- Upper Walthamstow